# Conus barthelemyi
Conus barthelemyi é uma espécie de gastrópode do gênero Conus, pertencente a família Conidae.

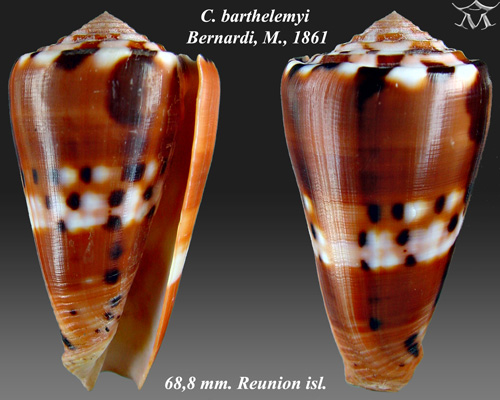
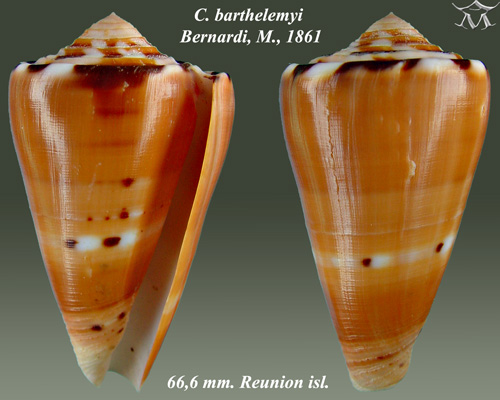
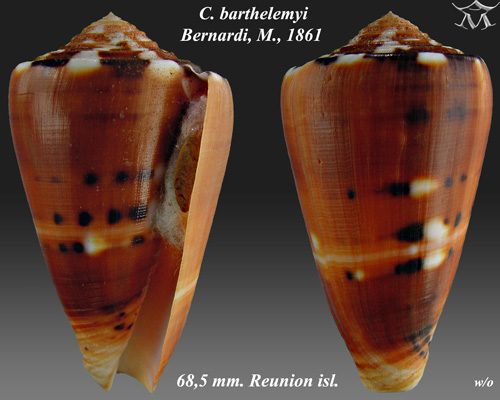